# شفافة الأجنحة
شفافة الأجنحة (الاسم العلمي: Diaphanopterodea)، رتبة حشرات منقرضة متوسطة إلى كبيرة الحجم من حقبة الحياة القديمة.